# Marbella Open 1996
Il Marbella Open 1996 è stato un torneo di tennis giocato sulla terra rossa. 
È stata la 2ª edizione dell'Open de Tenis Comunidad Valenciana,
che fa parte della categoria World Series nell'ambito dell'ATP Tour 1996. 
Si è giocato a Marbella in Spagna,dal 30 settembre al 7 ottobre 1996.

## Campioni

### Singolare
Marc-Kevin Goellner ha battuto in finale  Àlex Corretja con il punteggio di 7–6(4), 7–6(2).

### Doppio
Andrew Kratzmann /  Jack Waite hanno battuto in finale  Pablo Albano /  Lucas Arnold Ker con il punteggio di 6–7, 6–3, 6–4